# Верхние Белозёрки
Верхние Белозёрки — село в Ставропольском районе Самарской области. Административно входит в сельское поселение Верхние Белозёрки.

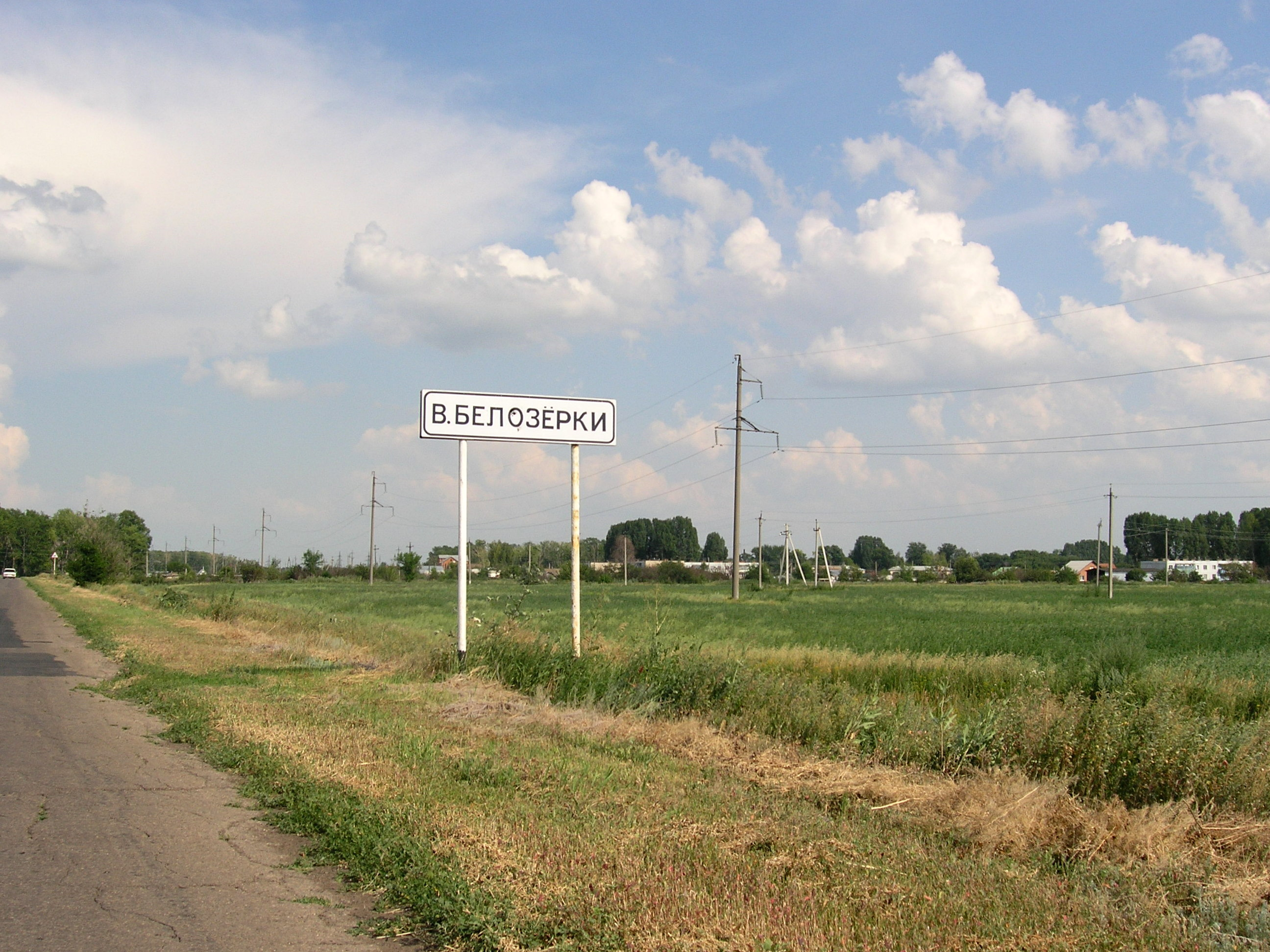
Въезд в село

## История
Село основано в 40-х годах XVIII века. Название получило по одному из 65 озёр, бывших в этой местности.
Население составляли русские государственные крестьяне. К 1767 году население слободы составляло 68 душ.
Административно Верхне-Белозёрская слобода, а также Право- и Средне-Белозёрская относились к Ставропольской провинции Оренбургской губернии, а с 1780 года — к Ставропольской провинции Симбирского наместничества. В 1838 году общества Верхней, Правой и Средней Белозёрок объединились в одно сельское общество. С 1850 года село относилось к Хрящёвской волости.
Относилось к приходу Космодамианской церкви Благовещенского Сускана Нижне-Санчелеевской волости Ставропольского уезда. В 1870 году в селе была построена Покровская однопрестольная деревянная церковь с колокольней. В 1903 году завершилось строительство и была освящена новая каменная церковь.
В 1914 году в селе насчитывалось 63 крестьянских хозяйства с населением 315 человек. За обществом числилось 717 десятин земли, из которых пашня составляла 540 десятин, луга — 31 десятина, выгон — 24 десятины. Грамотными в начале XX века в селе были всего 21 человек, ещё 20 человек числилось учащимися. Больших семей, с числом едоков до 13 человек в себе насчитывалось 32.
В январе 1918 года в Верхних Белозёрках была установлена советская власть. Но в июне 1918 года село было занято отрядами чешских легионеров. Только в октябре 1924 года село было освобождено одним из отрядов 24-й Симбирской дивизии под командование Г. Д. Гая.
В марте 1919 года крестьяне села принимали участие в антисоветском Чапанном восстании, которое вскоре было подавлено.
В мае 1920 года были экспроприированы дома местных зажиточных крестьян. Их отвели под детский дом, клуб и школу.
В 1922 году из храма была конфискована вся золотая и серебряная утварь. 1 марта 1930 году с колокольни был снят колокол и отправлен на переплавку. В 1933 году в церкви было устроено зернохранилище, утварь была растащена, священника с семьёй и дьякона арестовали и сослали.
В 1928 году село административно относилось к Хрящевской волости Мелекесского уезда. Его население составляло 327 человек. В 1928 году в Верхних Белозёрках было создано машинно-тракторное товарищество «Красный луч», которое объединяло 68 человек и имело 86 десятин земли, три плуга, три бороны, 12 лошадей, 8 коров, 60 голов мелкого скота. Также крестьяне объединились в колхоз имени Калинина.
В 1931 году в селе Верхние Белозёрки, относившемся уже к Ставропольскому району Средневолжского края, проживало 456 человек.
К началу 1941 года в селе насчитывалось 7 лавок и магазинов, работала неполная средняя школа, начато строительство лечебницы. В 1951 году к колхозу имени Калинина присоединился колхоз «Ударник» этого же сельсовета, а в 1952 году — колхоз имени Сталина. Все сельскохозяйственные предприятия в итоге были объединены под именем колхоза имени Сталина.
В начале 1950-х годов после начала строительства Куйбышевской ГЭС село попало в зону затопления. Было решено перенести его на новое место. Для переноса была выбрана площадка площадью 355 га в 3-х километрах юго-западнее старого села — место бывшего села Владимировка. За два года было перенесено 157 крестьянских дворов.
В 1952 году в колхоз входили 306 крестьянских дворов с населением 1102 человека, в 4-х полеводческих бригадах трудилось 354 человека, в тракторных бригадах — 48 человек. В школе обучалось 172 ученика.
В 1959 г. село Верхние Белозёрки перешло в состав Хрящёвского сельсовета.
22 ноября 1961 года решением райисполкома колхоз имени Сталина переименован в колхоз «Путь к коммунизму». 3 июня 1967 на базе колхоза создан совхоз «Белозёрский». Первым директором совхоза стал Джон Филиппович Сомов, ныне ветеран труда, почётный гражданин Ставропольского района.

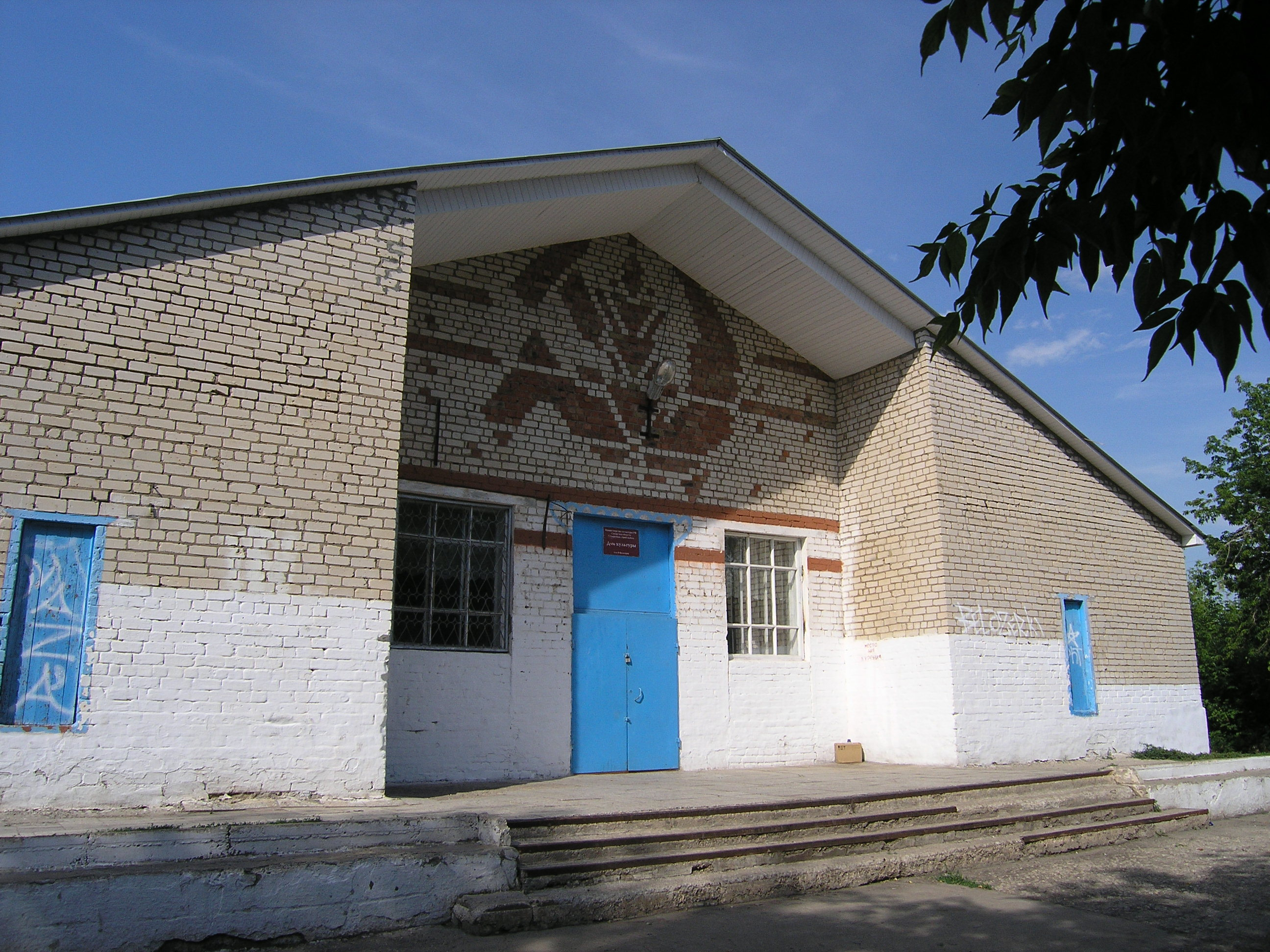
Дом культуры

В начале 1970-х годов совхоз одним из первых в стране применил новую технику на полях — дождевальную машину. С её помощью орошалось 72 гектара, на которых в основном выращивались овощи. Тогда же с визитом, посвящённым и новой технике, село посетил М. А. Суслов. За пять лет площадь орошаемых земель выросла примерно до 2500 гектаров. Основной упор делался на производство овощей и картофеля.
В хозяйстве была построена новая современная молочно-товарная ферма на 700 коров. В 1976 году совхоз получил самый высокий в районе надой — рекордные 3300 килограммов.
В 1970-е годы в совхозе были построены Дом культуры, школа, детский сад, более 400 новых квартир в двухэтажных домах и коттеджах. В дома были проведены газ и водопровод, дороги были заасфальтированы.

## Население
| Год  | Численность | Численность |
| ---- | ----------- | ----------- |
| 1767 | 68          | [ 2 ]       |
| 1889 | 271         | [ 3 ]       |
| 1910 | 288         | [ 4 ]       |
| 1914 | 315         | [ 2 ]       |
| 2010 | 2013        | [ 1 ]       |

## Уроженцы

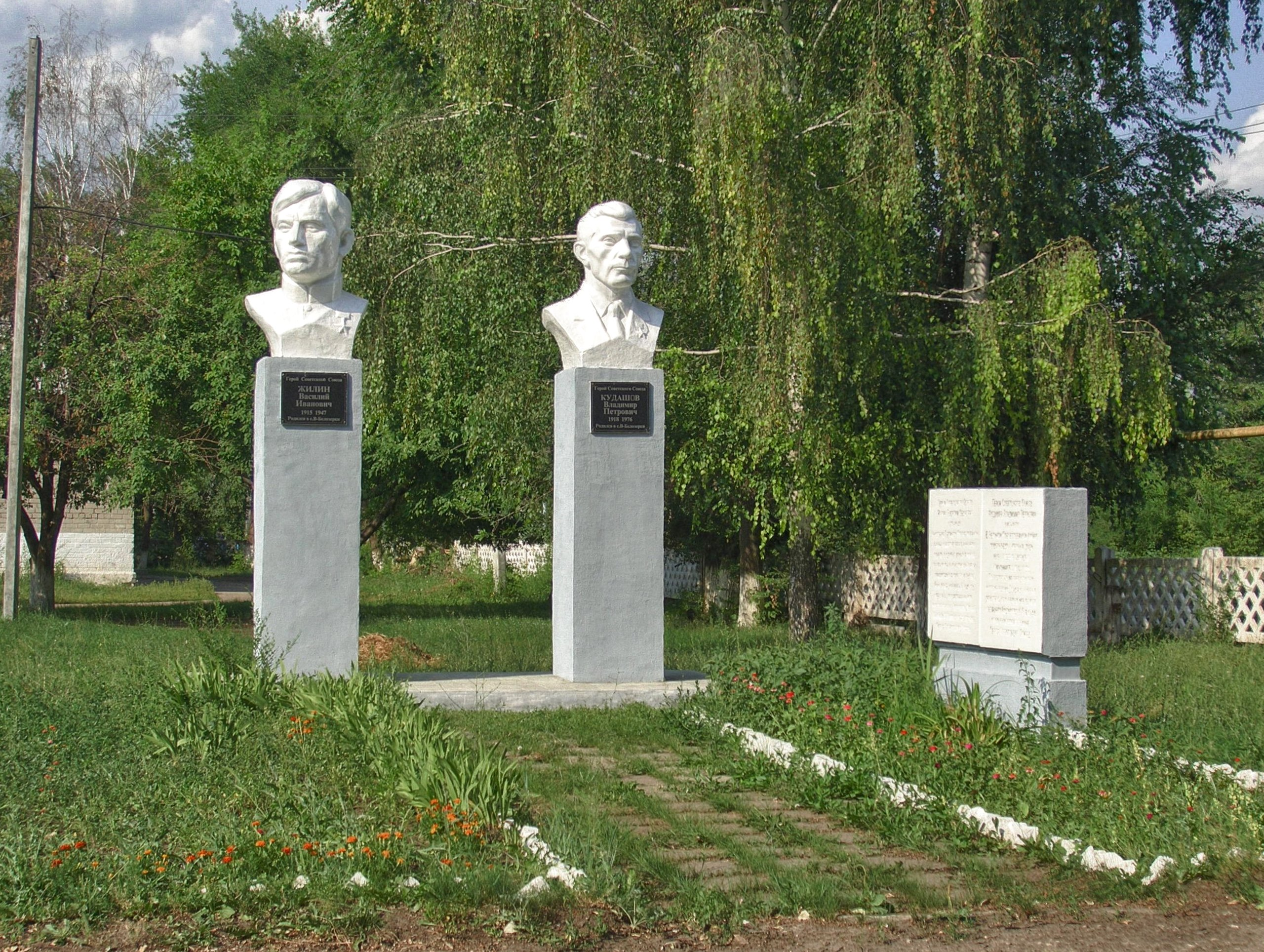
Бюсты Героям

В селе родился учёный геолог, член АН КазССР, Степан Дмитриевич Батищев-Тарасов.
Также в селе родились два Героя Советского Союза, удостоенные звания за подвиги в годы Великой Отечественной войны: Василий Иванович Жилин и Владимир Петрович Кудашов. У белозёрской школы установлены их бюсты.
Также уроженцем села является нынешний глава Ставропольского района Александр Степанович Пучков. Здесь он начинал трудовую карьеру.

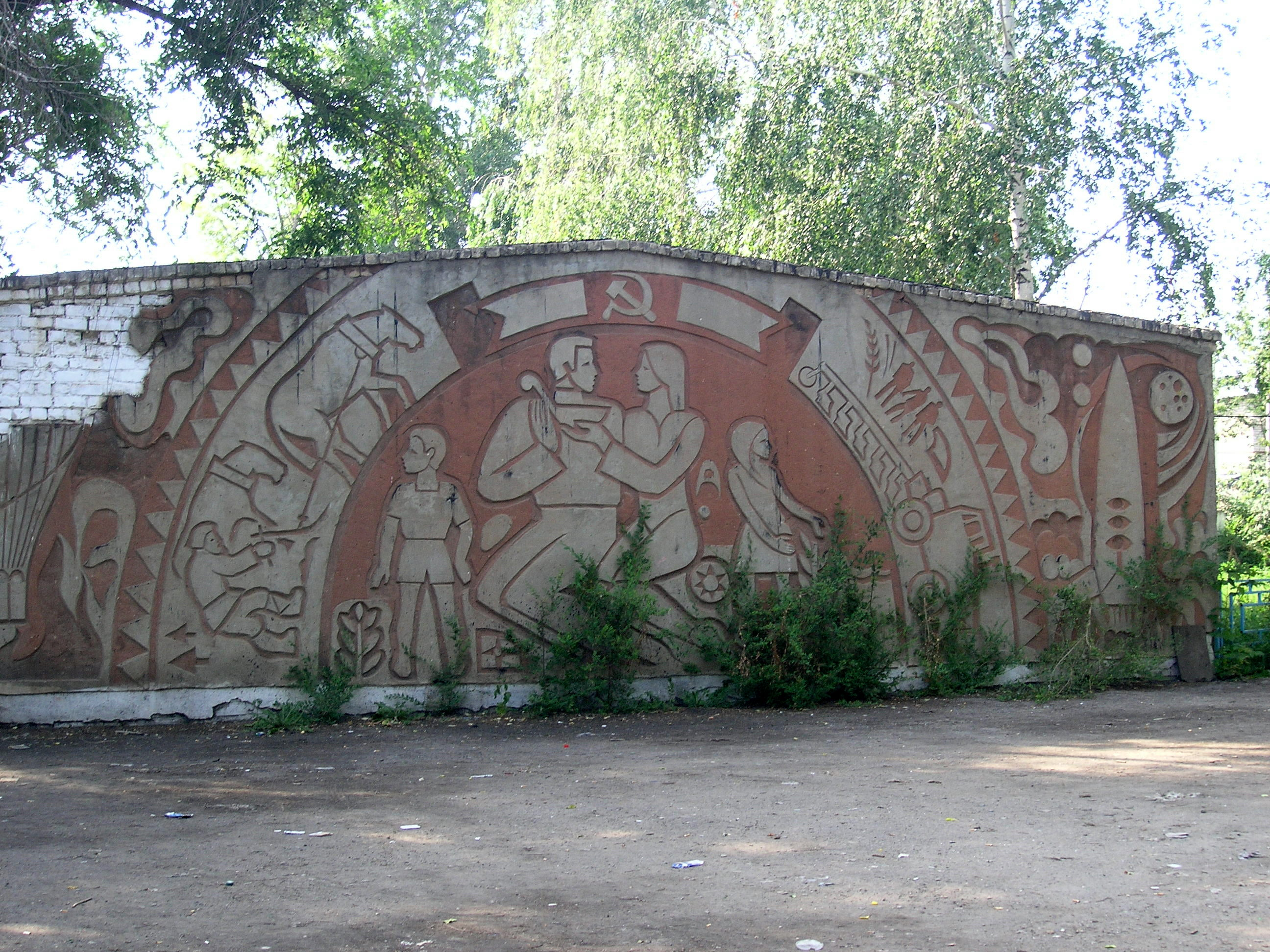
Рисунки советских времён
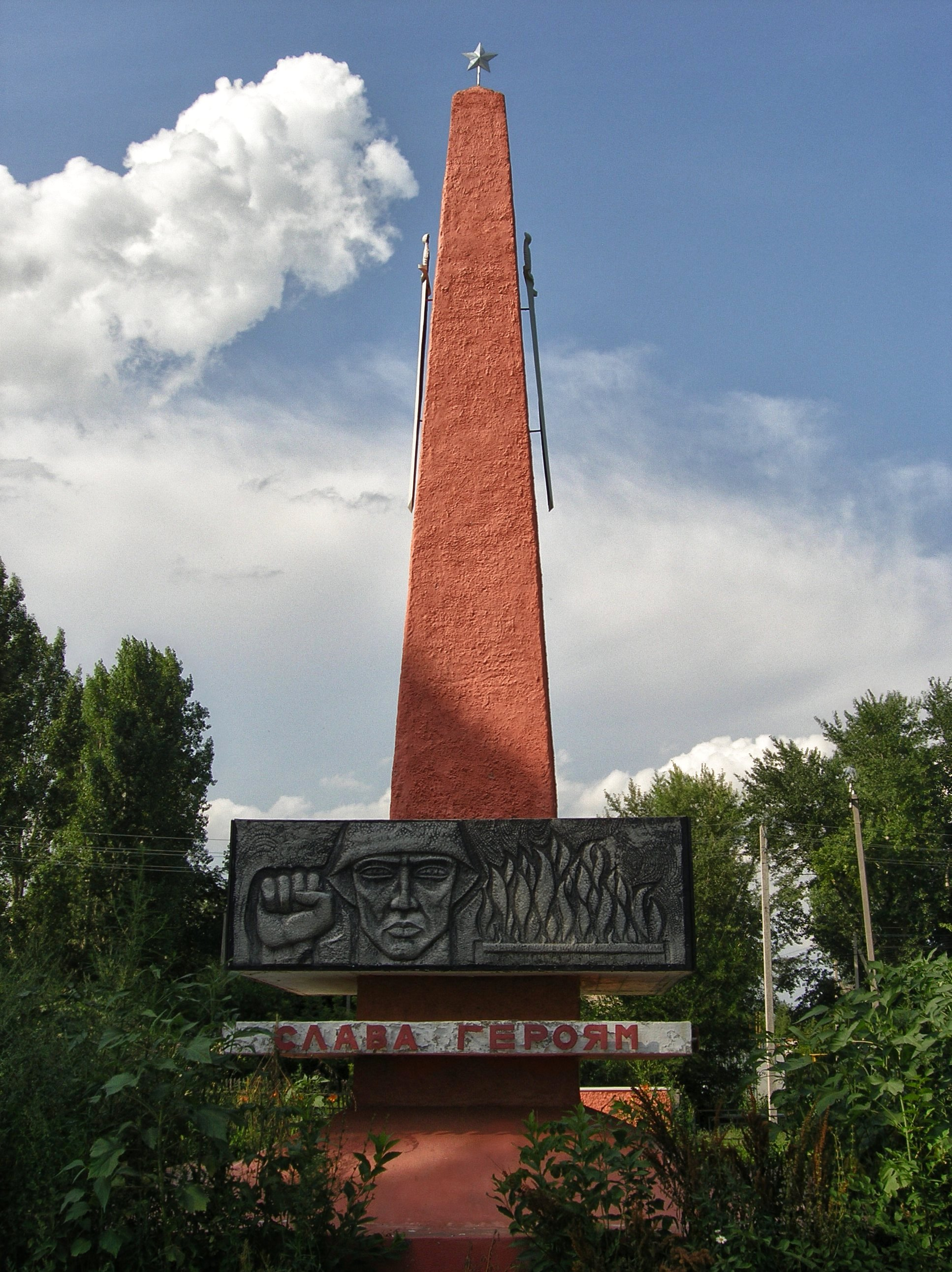
Мемориал сельчанам, погибшим в Великую Отечественную войну
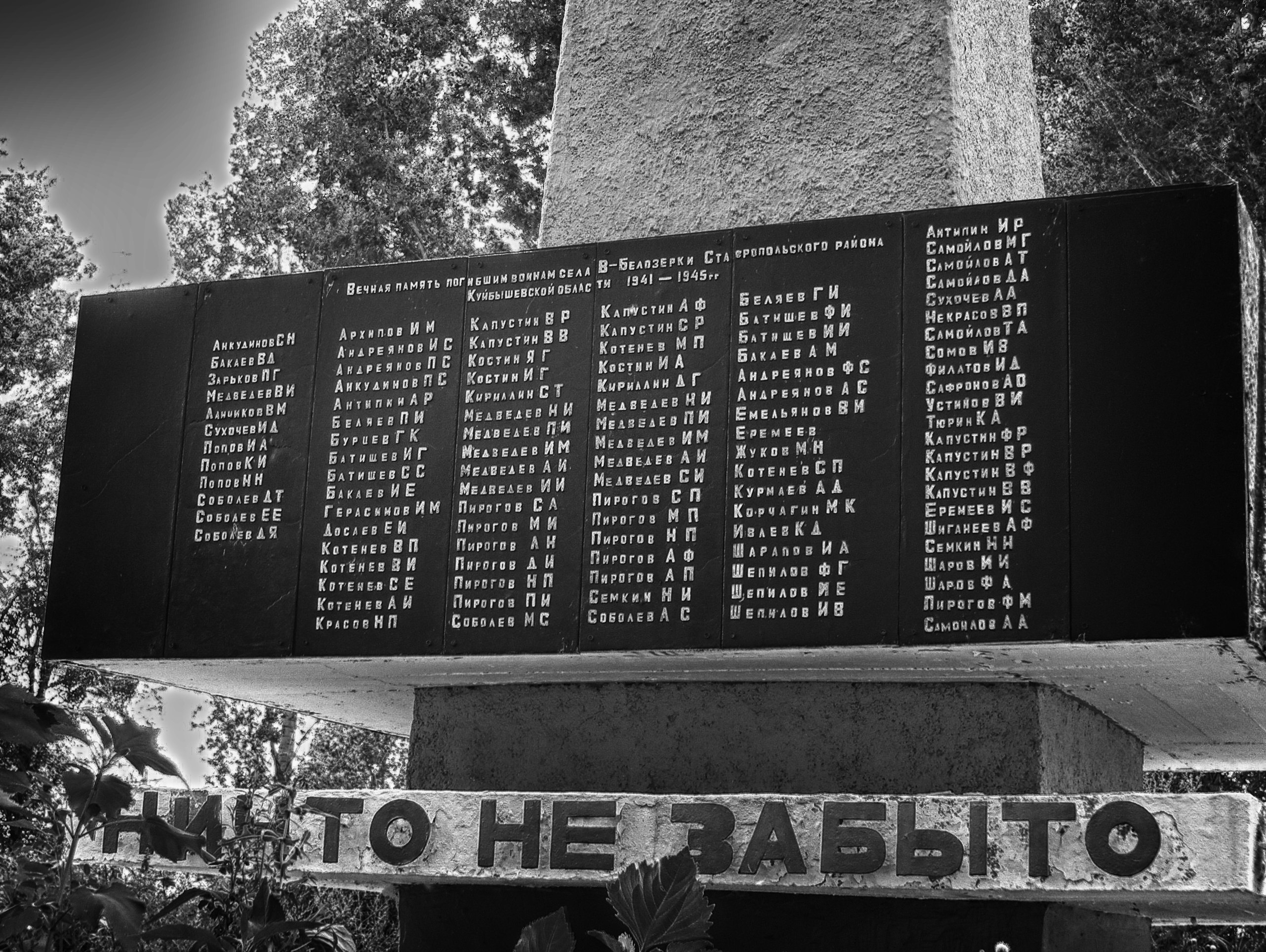
Часть списка погибших на мемориале
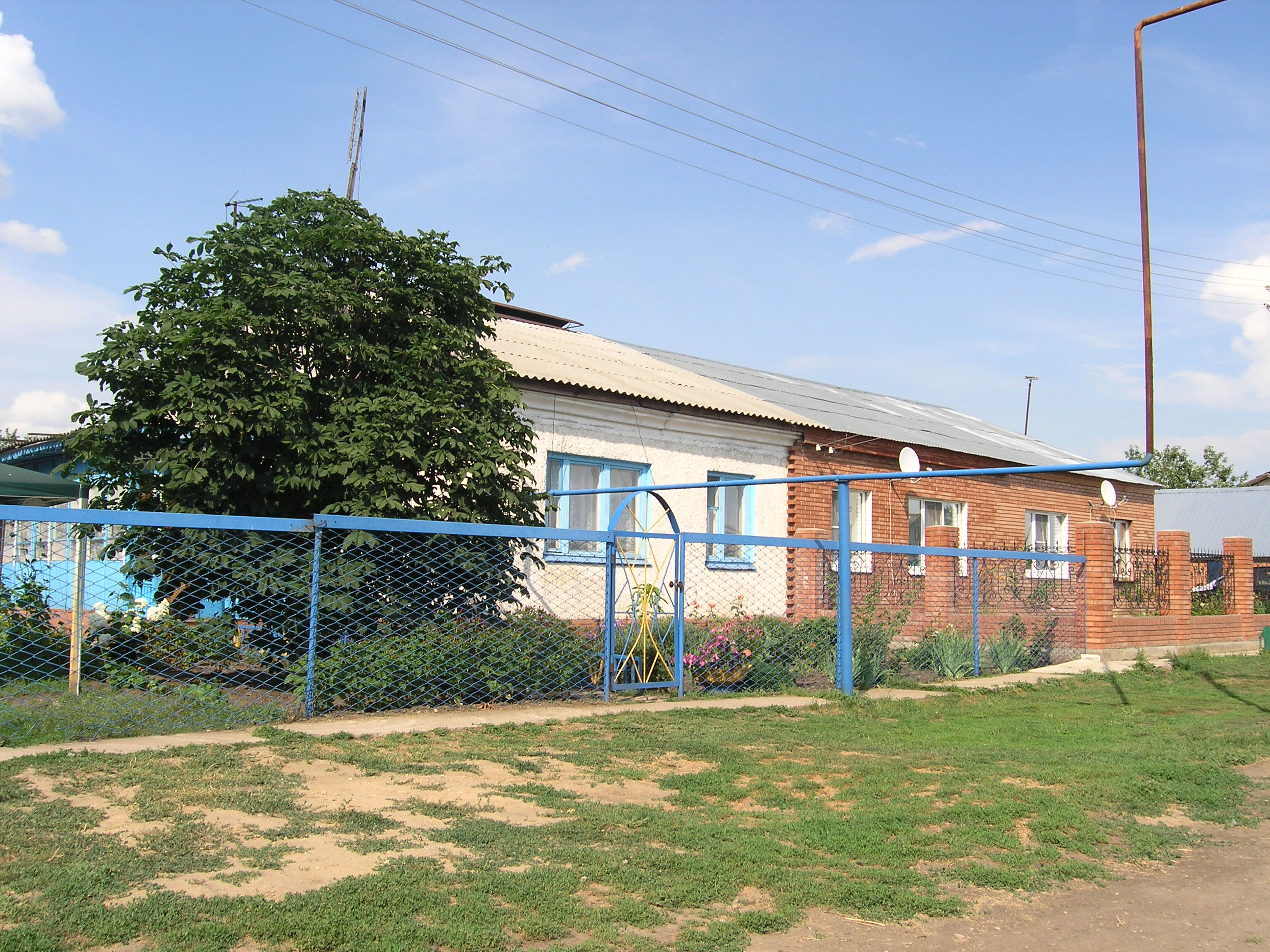
Жилой дом на две семьи
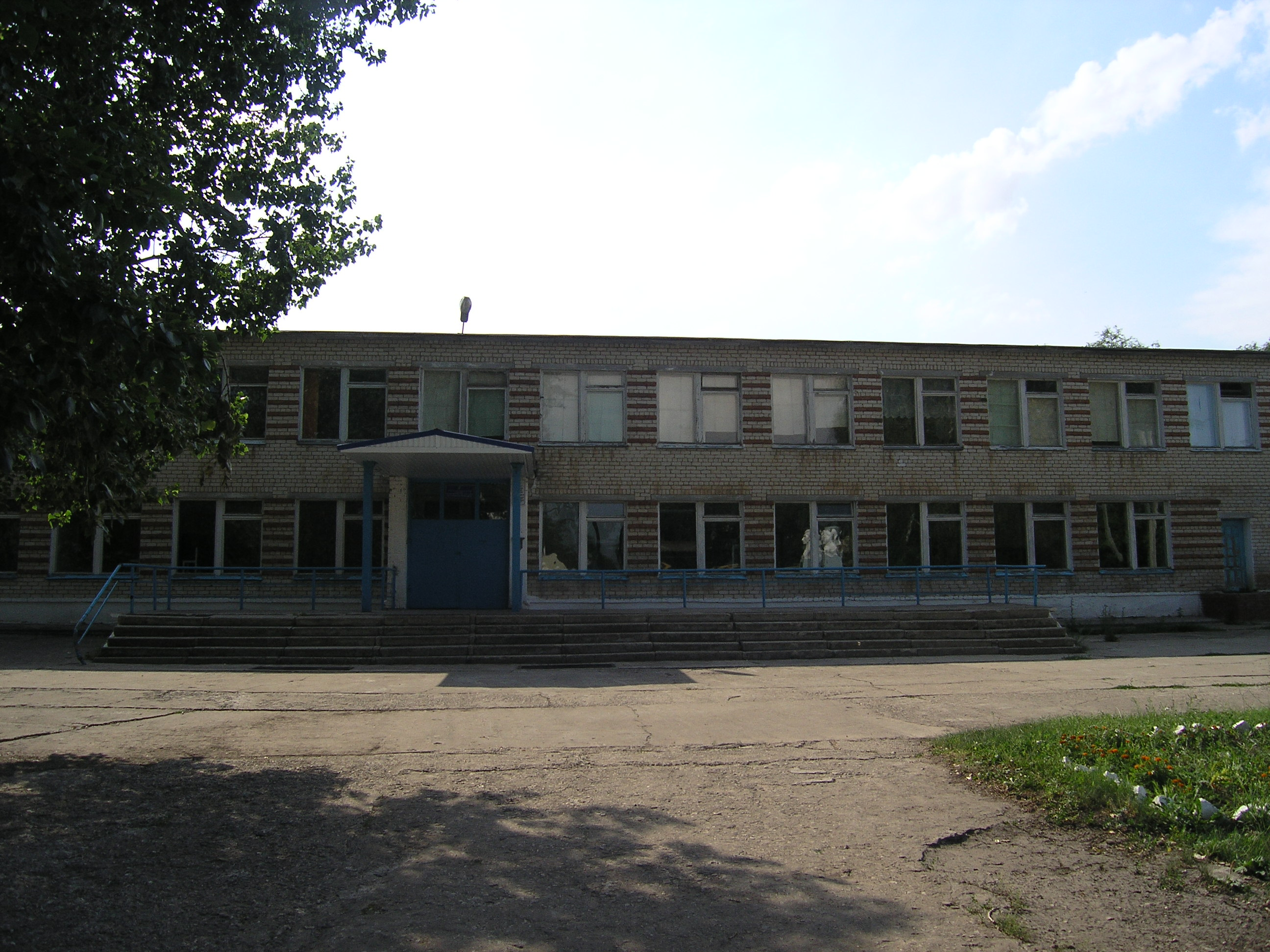
Средняя школа
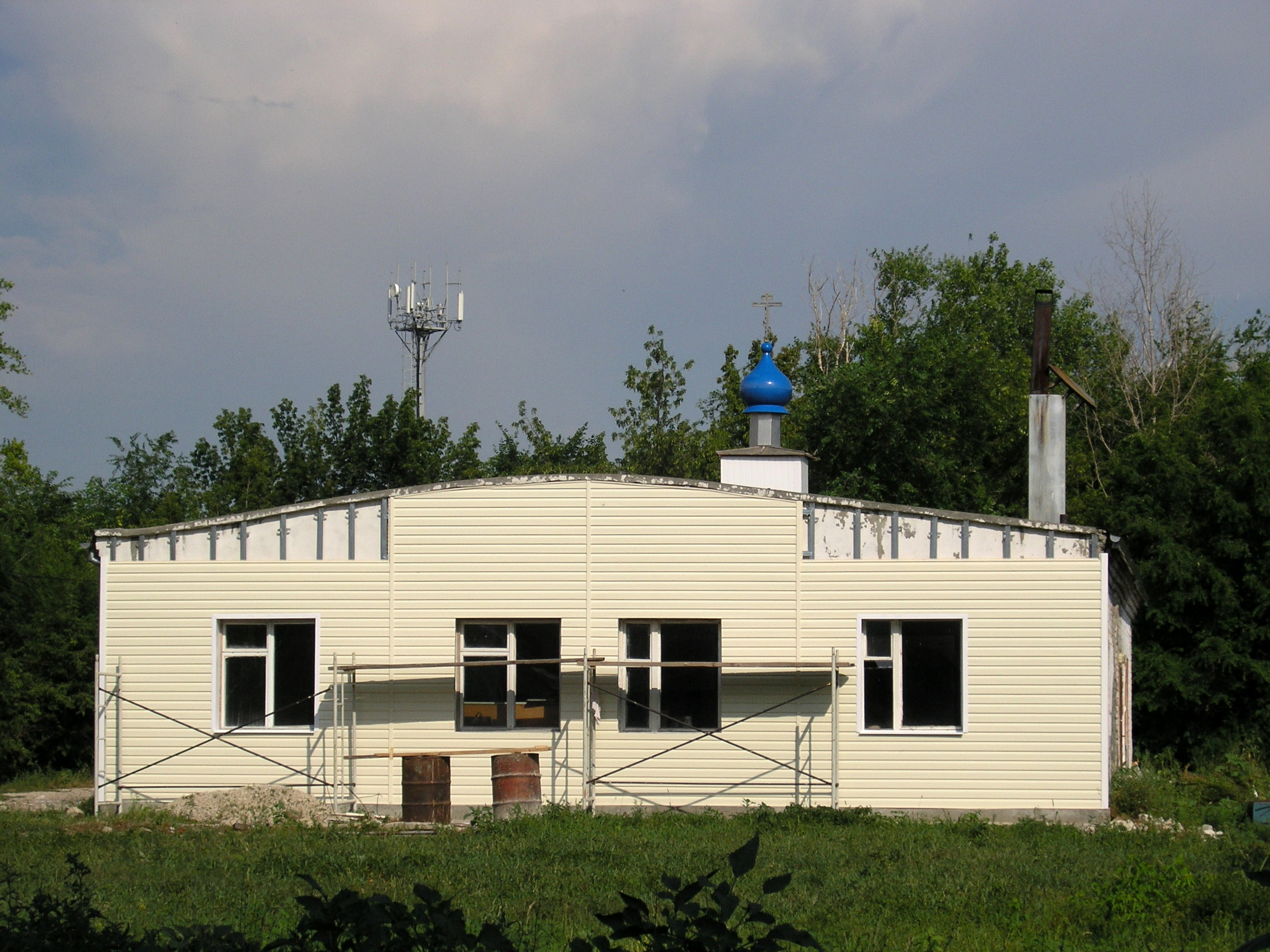
Строящаяся церковь